# کارتال‌پینار (اردهان)
کارتال‌پینار (به ترکی استانبولی: Kartalpınar، به یونانی: Φαχρέλ) یک منطقهٔ مسکونی در ترکیه است که در اردهان واقع شده‌است.